# Prignac-en-Médoc
Prignac-en-Médoc – miejscowość i dawna gmina we Francji, w regionie Nowa Akwitania, w departamencie Żyronda. W 2013 roku populacja ówczesnej gminy wynosiła 212 mieszkańców. 
W dniu 1 stycznia 2019 roku z połączenia dwóch ówczesnych gmin – Blaignan oraz Prignac-en-Médoc – powstała nowa gmina Blaignan-Prignac. Siedzibą gminy została miejscowość Blaignan. 